# De Crampagna
De Crampagna was een Zuid-Nederlandse adellijke familie, van Zuid-Franse oorsprong.

## Geschiedenis
In 1770 verleende keizerin Maria Theresia erfelijke adel van het Heilige Roomse Rijk, met vergunning een partikel voor zijn naam te plaatsen, aan Guillaume Crampagna. Hij was zeer waarschijnlijk afkomstig uit het dorp Crampagna in Zuidwest-Frankrijk, departement Ariège. 
Hij was getrouwd met Henriette-Onésimette de Lo. Hij werd arts en bevorderde tot hoofdgeneesheer in de Oostenrijks-Nederlandse legers van keizer Jozef II. Hij was de lijfarts van hertog Karel van Lotharingen, gouverneur-generaal van de Oostenrijkse Nederlanden.

## Aimé de Crampagna
Aimé Henri de Crampagna (Seneffe, 13 september 1772 - Elsene, 17 maart 1855), zoon van Guillaume, werd advocaat bij het Hof van Cassatie (van 1832 tot aan zijn dood), na pleitbezorger te zijn geweest bij de rechtbank van eerste aanleg in Brussel.
Hij trouwde in 1803 met Catherine Bara (1770-1822) en werd in 1823, onder het Verenigd Koninkrijk der Nederlanden, erkend in de erfelijke adel.
De enige dochter uit het huwelijk Crampagna-Bara, was Fanny de Crampagna (1806-1877). Ze trouwde in 1826 met Prosper de Brabandère (1795-1833) en vervolgens in 1838 met Léandre de Hennin (1803-1883).